# 케다이냐이구

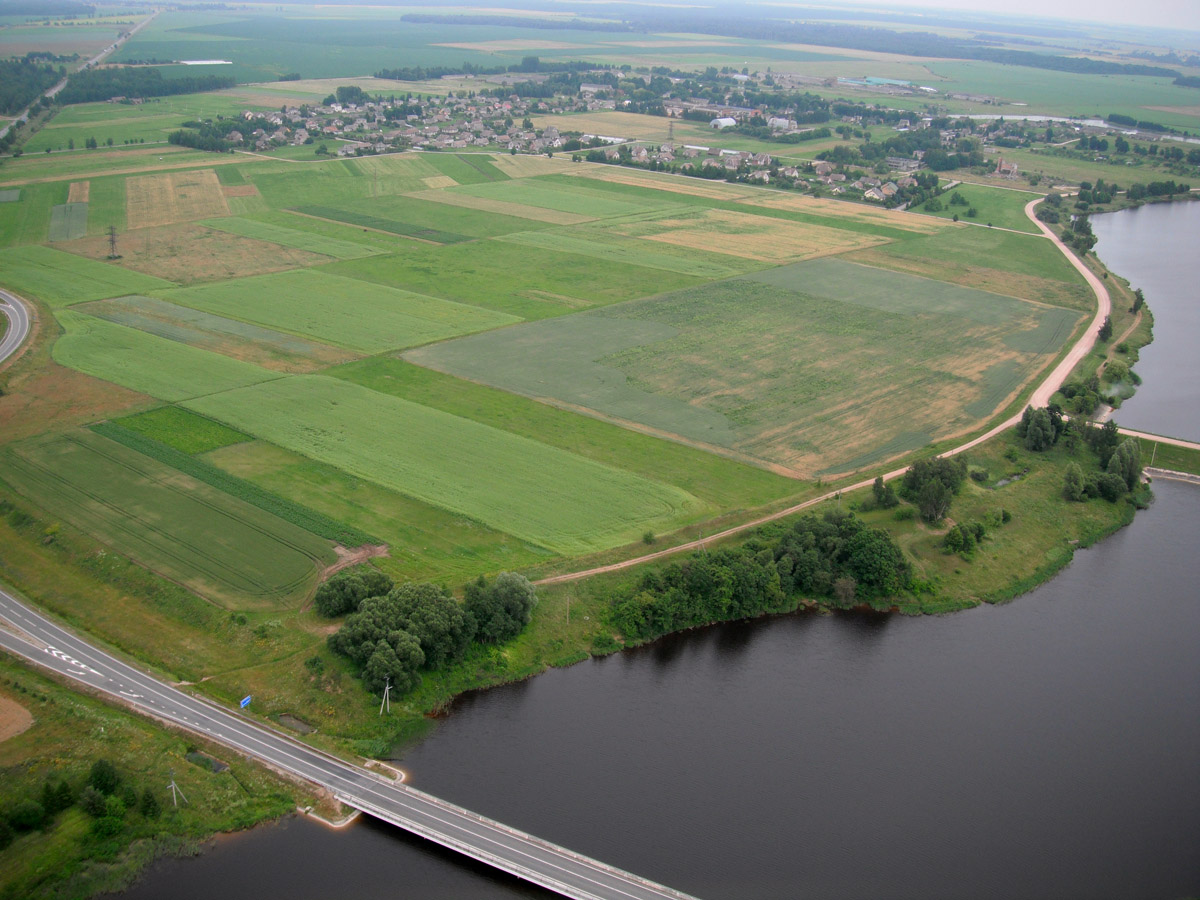
케다이냐이구 아리스타바 마을

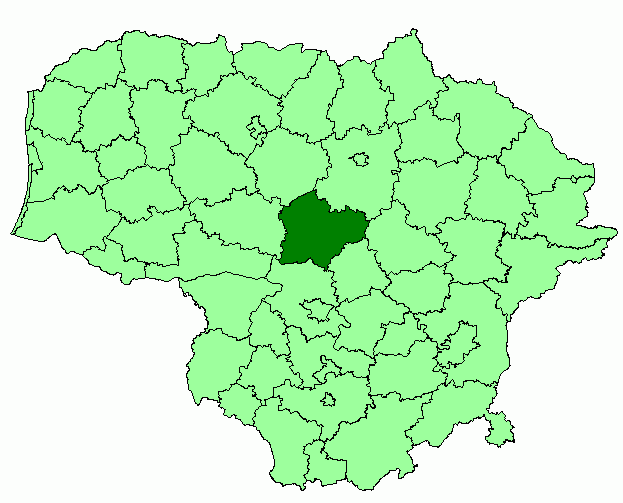
케다이냐이구의 위치

케다이냐이구(리투아니아어: Kėdainių rajono savivaldybė)는 리투아니아 카우나스주를 구성하는 8개 지방 자치체 가운데 하나로 행정 중심지는 케다이냐이이며 면적은 1,677km2, 인구는 49,939명(2015년 기준), 인구 밀도는 29.8명/km2이다. 11개 장로구를 관할한다. 카우나스주 요나바구, 카우나스구, 라세이냐이구, 샤울랴이주 라드빌리슈키스구, 파네베지스주 파네베지스구, 빌뉴스주 우크메르게구와 접한다.

지방 자치체 문장